# Newtown (Connecticut)
Newtown is een plaats (town) en gemeente in de Amerikaanse staat Connecticut, en valt bestuurlijk gezien onder Fairfield County. Het dorp Sandy Hook in de gemeente was op 14 december 2012 de locatie van het bloedbad op de Sandy Hook Elementary School.

## Demografie
Bij de volkstelling in 2000 werd het aantal inwoners vastgesteld op 25.031.

## Geografie
Volgens het United States Census Bureau beslaat de plaats een oppervlakte van
153,0 km², waarvan 149,6 km² land en 3,4 km² water. Newtown ligt op ongeveer 102 m boven zeeniveau.

## Plaatsen in de nabije omgeving
De onderstaande figuur toont nabijgelegen 'incorporated' en 'census-designated' plaatsen in een straal van 24 km rond Newtown.

## Schietpartij op de Sandy Hook Elementary School
Op 14 december 2012 vond er een schietpartij plaats in de deelgemeente Sandy Hook waarbij 26 mensen omkwamen, onder wie twintig kinderen. De omgekomen kinderen, twaalf meisjes en acht jongetjes, waren allemaal zes tot zeven jaar oud.